# Ninoslava Tikvicki
Ninoslava Tikvicki (ur. 20 kwietnia 1950) – serbska lekkoatletka, biegaczka średniodystansowa. W czasie swojej kariery reprezentowała Jugosławię.
Zdobyła brązowy medal w sztafecie szwedzkiej 1+2+3+4 okrążenia (w składzie: Verica Ambrozi, Ika Maričić, Mirjana Kovačev i Tikvicki) na europejskich igrzyskach halowych w 1969 w Belgradzie.
Rekord życiowy Tikvicki w biegu na 800 metrów wynosił 2:12,0 (ustanowiony 22 czerwca 1969 w Zagrzebiu).